# 拉沙佩勒欧舒
拉沙佩勒欧舒（法語：La Chapelle-aux-Choux，法語發音：[la ʃapɛl o ʃu]）是法国萨尔特省的一个市镇，属于拉弗莱什区。

## 地理
拉沙佩勒欧舒（47°37'56"N, 0°13'53"E）面积14.43 平方千米，位于法国卢瓦尔河地区大区萨尔特省，该省份为法国西北部内陆省份，北起顺时针与奥恩省、厄尔-卢瓦省、卢瓦-谢尔省、安德尔-卢瓦尔省、曼恩-卢瓦尔省和马耶讷省接壤，是法国大西部的入口，连接卢瓦尔河谷、布列塔尼和巴黎盆地。
与拉沙佩勒欧舒接壤的市镇（或旧市镇、城区）包括：维利耶欧布安、欧比涅拉康、圣日耳曼达尔塞、努瓦扬维拉日、勒吕德。

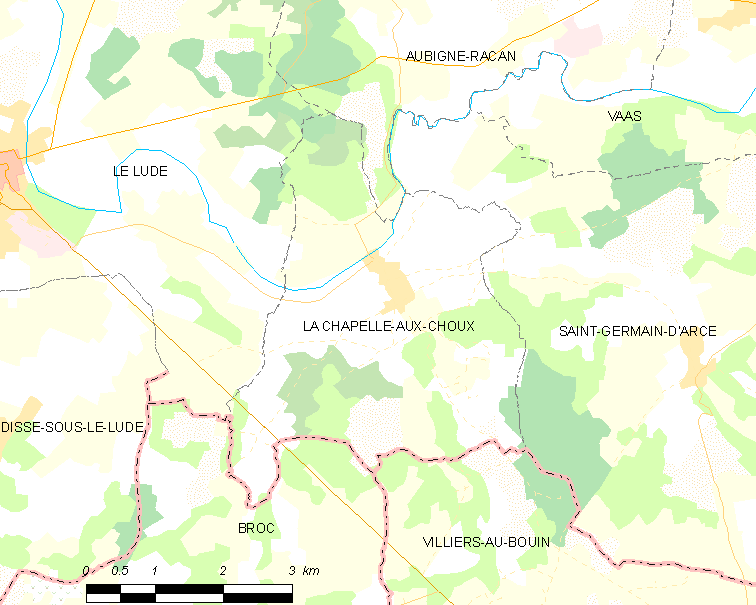
拉沙佩勒欧舒的OSM定位图

拉沙佩勒欧舒的时区为UTC+01:00、UTC+02:00（夏令时）。

## 行政
拉沙佩勒欧舒的邮政编码为72800，INSEE市镇编码为72060。

## 政治
拉沙佩勒欧舒所属的省级选区为勒吕德县。

## 人口

1962-2008年间拉沙佩勒欧舒人口变化图示

拉沙佩勒欧舒于2022年1月1日时的人口数量为282人。